# Fabrizia Giuliani
Fabrizia Giuliani (Roma, 22 luglio 1966) è una filosofa, politica e scrittrice italiana.

## Biografia

### Formazione
Allieva di Tullio De Mauro, dal 2007 è titolare dell'insegnamento di filosofia del linguaggio presso la Facoltà di Lettere, Filosofia Scienze Umanistiche e Studi orientali dell'Università “La Sapienza” di Roma, dove ha tenuto anche i corsi di "Linguistica generale" e "Studi di genere".
Dopo la laurea in "Filosofia del linguaggio" alla Sapienza, è stata borsista a Napoli, presso l'Istituto italiano per gli studi storici (1994-1995) e borsista Fulbright, presso la Harvard Massachusetts University (1996-1998). Ha concluso il Dottorato di Ricerca nel 1999, e dopo una borsa Post-Doc, nel 2002 è diventata ricercatrice, settore "Filosofia e teoria e dei linguaggi", presso l'Università per stranieri di Siena.

### Pubblicazioni
Ha scritto diversi saggi - pubblicati per Carocci, Einaudi, Mondadori, Mardaga e una monografia per Il Mulino - sul tema della comunicazione, del rapporto tra linguaggio, etica e politica e sugli studi di genere. È componente del comitato scientifico Fondazione Istituto Gramsci; ha collaborato con riviste italiane ed internazionali – Ethics and Politics, Die Philosphin, Nuovi Argomenti, Reset, Italiani Europei, DWF e con diversi quotidiani italiani come l'Unità e Il Manifesto.

### Attività politica
Ha cominciato la propria attività politica nel movimento studentesco, nel 1990 si iscrive al Partito Comunista Italiano e sostiene le ragioni della Svolta della Bolognina; nel 1992 dopo aver guidato la segreteria degli universitari romani entra nell'esecutivo nazionale della Sinistra Giovanile e viene eletta responsabile nazionale degli studenti universitari del Partito Democratico della Sinistra, carica che ha mantenuto fino al conseguimento della prima borsa di studio (1994).
Ha aderito ai Democratici di Sinistra e nel 2007 ha sostenuto le ragioni che hanno portato alla nascita del Partito Democratico.

#### Elezione a deputata
Alle elezioni politiche del 2013 viene eletta deputata della XVII legislatura della Repubblica Italiana nella circoscrizione III Lombardia per il Partito Democratico. Membro della Commissione Giustizia della Camera dei Deputati, ha concentrato la propria attività politica e istituzionale nella difesa e l'ampliamento dei diritti civili seguendo con particolare attenzione i temi relativi della democrazia paritaria e l'uguaglianza di genere.
È stata relatrice per la Commissione Giustizia della Ratifica della Convenzione di Istanbul sulla prevenzione e la lotta contro la violenza nei confronti delle donne approvata nel giugno 2013 ed entrata in vigore il 1º agosto 2014.
È stata inoltre redattrice della mozione comune contro la violenza sulla donne approvata all'unanimità dalla Camera e ha seguito e presentato diversi emendamenti – poi approvati – alla legge 119/2013 sulla violenza domestica volta ad assicurare il protagonismo processuale delle donne vittime di violenza.
Per conto della Commissione Giustizia ha partecipato, in qualità di relatrice, alle due Conferenze promosse dal Consiglio d'Europa in materia di Violenza sulle donne: Violence against women across the EU: abuse at work, in public and on line e Preventing Violence against women: a challenge for all, tenutesi a Bruxelles 5 marzo 2014.
Il 20 dicembre 2014 ha presentato assieme al deputato PD Walter Verini un'interrogazione parlamentare in commissione giustizia sullo stato dell'accesso al patrocinio dello Stato per le vittime di violenza sessuale, a prescindere dalle condizioni di reddito (vittime dei reati di cui agli articoli 572, 583-bis, 609-octies e 612-bis codice penale).
All'interrogazione ha dato risposta il Viceministro Enrico Costa dando rendiconto degli sforzi che gli Uffici giudiziari stanno svolgendo per dare compiuta attuazione alla tutela spettante agli aventi diritto all'assistenza legale erogata a carico dello Stato.
È stata promotrice e prima firmataria, nella legge di stabilità 2016 - approvata dal Parlamento il 28 dicembre 2015 - del cosiddetto Codice Rosa volto alla diffusione a livello nazionale del percorso Codice Rosa all'interno delle strutture ospedaliere italiane con l'obiettivo di migliorare le azioni di tutela delle vittime di violenza e di prevenzione e contrasto alla violenza, ed in particolar modo alla violenza di genere.
Nel 2017, durante il convegno «Maternità al bivio: dalla libera scelta alla surrogata. Una sfida mondiale», organizzato da Se Non Ora Quando - Libere (Snoq-L) alla Camera dei deputati, aprì i lavori proponendo di portare alle Nazioni Unite la richiesta di un bando universale contro la maternità surrogata. L'obiettivo era sensibilizzare l'opinione pubblica e promuovere il divieto di questa pratica, ritenuta incompatibile con il rispetto dei diritti umani e della dignità delle donne.
Non è ricandidata alle elezioni politiche del 2018, in quanto esclusa dalle liste del Partito Democratico.

### Attività accademica
Dal 2018 è tornata ad insegnare all'università “La Sapienza” dove attualmente tiene i seguenti corsi:
- Dal 2019 Filosofia del Linguaggio: Teoria Storia Modelli.
- Dal 2020 Filosofia del Linguaggio I
- Dal 2022 Filosofia del Linguaggio specifico per “Teatro, Cinema, Media”.
- Dal 2022 “Lingua Linguaggio e Genere”

## Vita privata
È sposata con Claudio Mancini, consigliere regionale nel Lazio dal 2005 al 2013, prima con i DS e poi con il PD ed eletto nel 2018 deputato per il Pd.
Dichiara apertamente di essere femminista delle differenze.

## Opere

### Monografie
- Espressione ed éthos. Il linguaggio nella filosofia di Benedetto Croce - Il Mulino, 2002
- Storie di femministe, filosofe rumorose - Il Manifestolibri, 2003

### Saggi
- Mit Worten (2004)
- Qualcosa è cambiato (2006)
- Il tempo – e l'uso – della memoria (2007)
- Il peso delle parole (2007)
- The weight of words (2008)
- Linguaggi di genere (2009)
- Le parole, i concetti, l'esperienza. Studio sulla semantica di "vita" (2010)
- La forza del linguaggio (2012)